# Sếu cổ trắng
Sếu cổ trắng hay sếu thông thường, sếu Á - Âu (danh pháp hai phần: Grus grus) là loài chim phổ biến nhất trong họ Sếu. Chúng sinh sống tại hầu hết các khu vực thuộc cựu lục địa Á - Âu và cả khu vực Bắc Mỹ. Sếu cổ trắng là loài chim bay cao thứ hai thế giới, chúng có thể bay cao tới 10.000 m. Chúng cũng là một loài chim di cư, và tuy không nằm trong danh mục sách đỏ của các tổ chức bảo tồn quốc tế nhưng chúng cũng được bảo vệ bởi Hiệp định về Bảo tồn các loài chim nước Á - Âu. Chúng thường bay thành từng đàn lớn xuống phương Nam để tránh rét vào mùa đông, tạo thành những hình chữ V. Đây là loài ăn tạp, chúng có thể ăn lá, rễ, quả cây, côn trùng, chim nhỏ và cả một số loài động vật có vú nhỏ.

## Mô tả
Loài này có chiều dài cơ thể khi trưởng thành vào khoảng 100–130 cm, sải cánh từ 190–240 cm và trọng lượng ước chừng từ 4,5–6 kg. Phần lớn cơ thể có màu xám với một vệt trắng ở trên đầu và lớp lông viền cánh màu đen. Sếu trưởng thành có một mảng lông mào màu đỏ. Tiếng kêu của chúng khá lớn và ồn ào, chúng thường kêu trong khi đang bay và là dấu hiệu báo trước sự xuất hiện của con sếu. Loài chim này cũng có một điệu múa khá ấn tượng với những động tác nhảy và vỗ cánh thường được thực hiện trong mùa giao phối để thu hút bạn tình.

## Phạm vi phân bố
Sếu cổ trắng sinh sống khá phổ biến tại những vùng đất ngập nước ở phía Bắc của châu Âu và châu Á, tập trung nhiều nhất tại khu vực Scandinavia và Nga. Ngoài ra cũng có một bộ phận đã di cư tới khu vực Bắc Mỹ. Đây là loài chim di cư nên vào mùa đông, chúng thường di chuyển thành từng đàn lớn xuống phương Nam để tránh rét, đích đến thường là châu Phi, nam Âu và nam Á.

## Hình ảnh

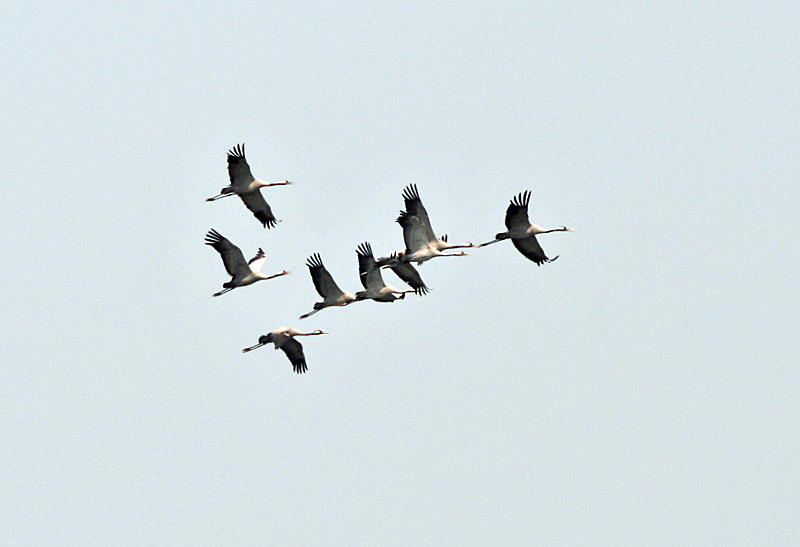
Đàn sếu cổ trắng đang bay
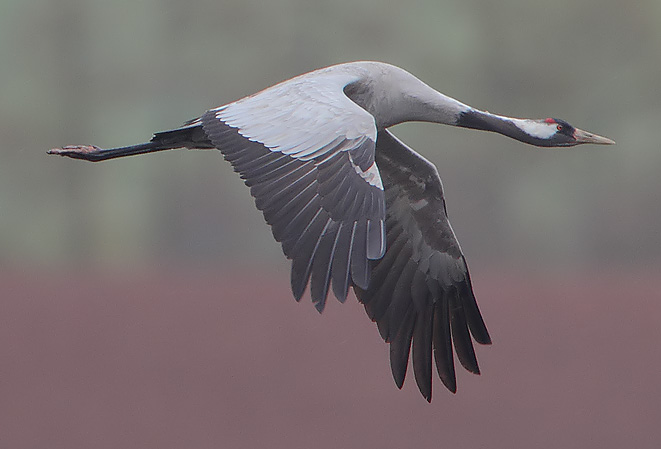
Con sếu cố trắng đang bay
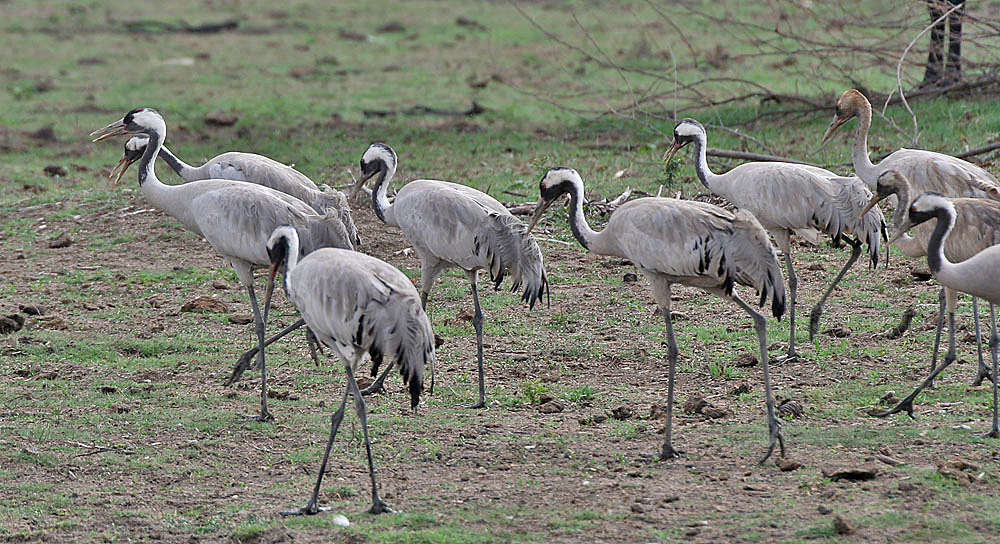
Sếu cổ trắng ở vườn quốc gia Keoladeo, Ấn Độ
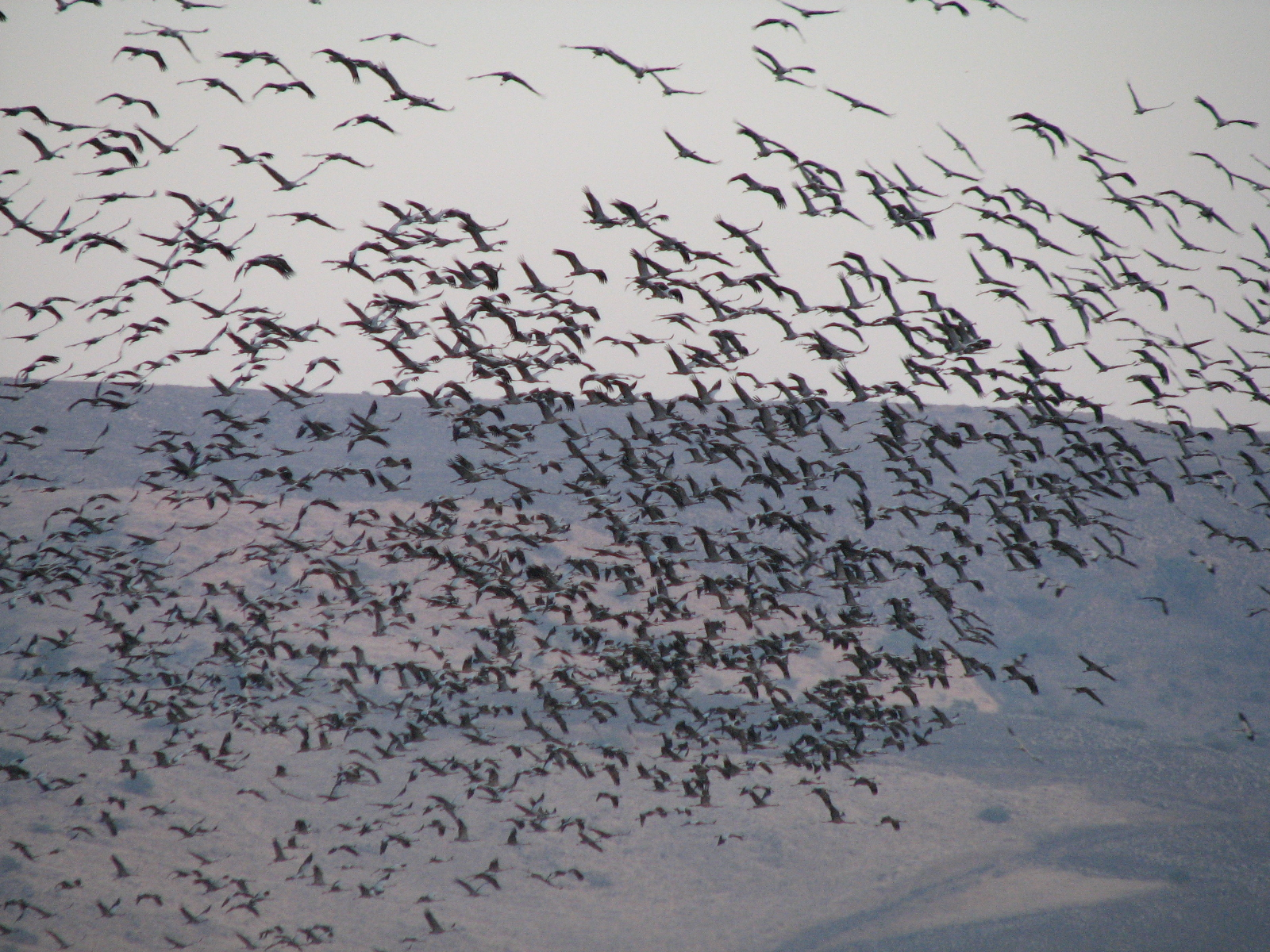
Đang bay ở Israel Haula
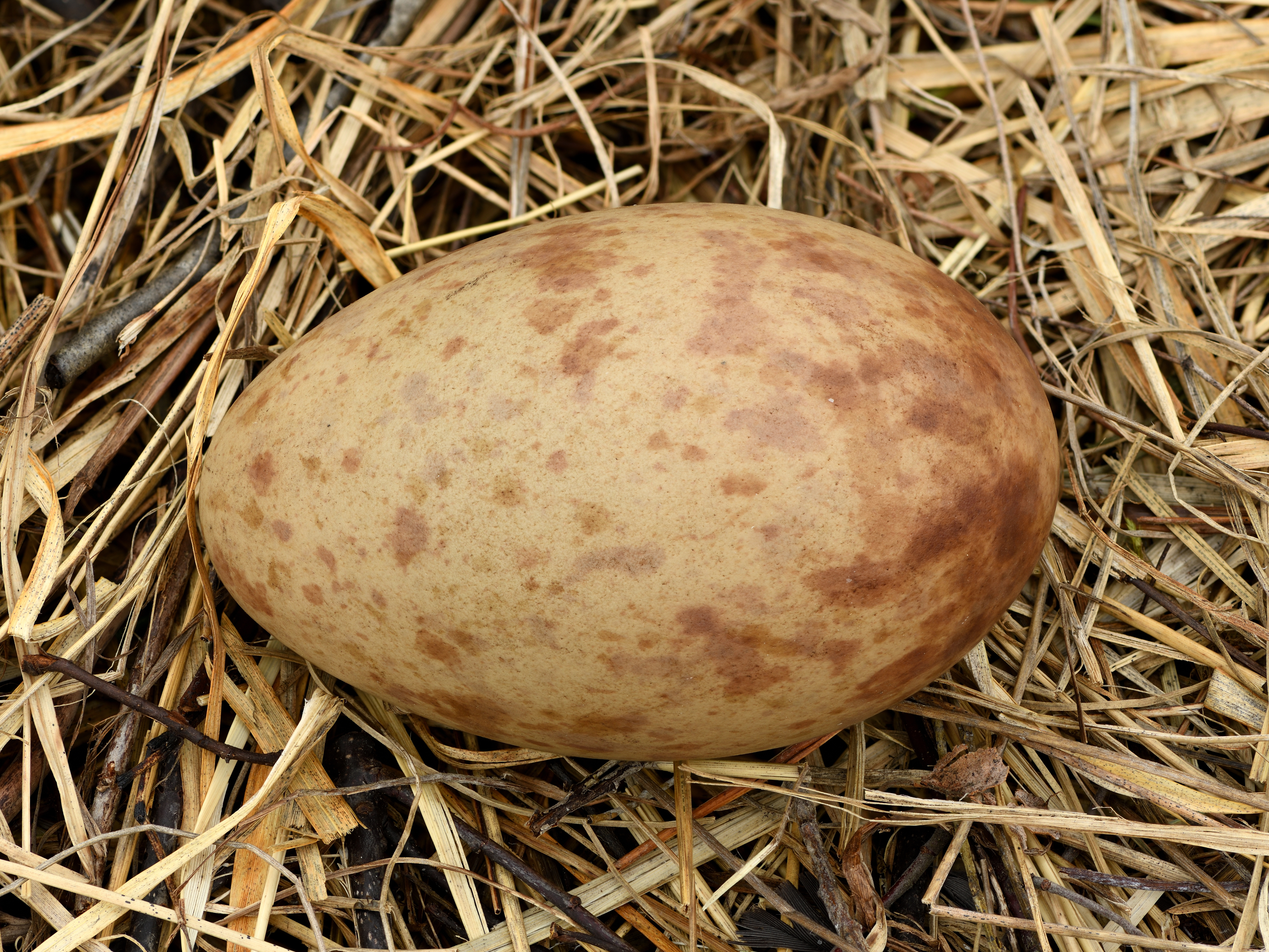
Trứng